# Saint-Ail
Saint-Ail település Franciaországban, Meurthe-et-Moselle megyében. Lakosainak száma 438 fő (2022. január 1.). Saint-Ail Amanvillers, Sainte-Marie-aux-Chênes, Vernéville, Batilly és Jouaville községekkel határos.

## Népesség
A település népessége az elmúlt években az alábbi módon változott:
| Lakosok száma | 208  | 233  | 315  | 323  | 435  | 456  | 424  | 418  | 414  | 438  |
|               | 1968 | 1982 | 1990 | 2006 | 2013 | 2015 | 2017 | 2019 | 2020 | 2022 |